# El paisatge favorit de Catalunya
El paisatge favorit de Catalunya fou un programa de TV3 presentat per Raquel Sans. Basat en el format britànic Britain's Favorite View, buscava trobar el millor paisatge de Catalunya, elegit per votació popular a través de SMS. En cada programa es presentaren 3 paisatges, apadrinats per personatges famosos, que buscaven ser elegits com a favorits. El que era elegit com a millor en cada programa participà en una final d'on en sortirà el guanyador absolut.
La Costa Brava fou elegit com el paisatge favorit, després d'una gala celebrada a la cripta de la Colònia Güell a Santa Coloma de Cervelló.

## Programes
Finalistes en negreta

### Primer programa (19/05/2009)

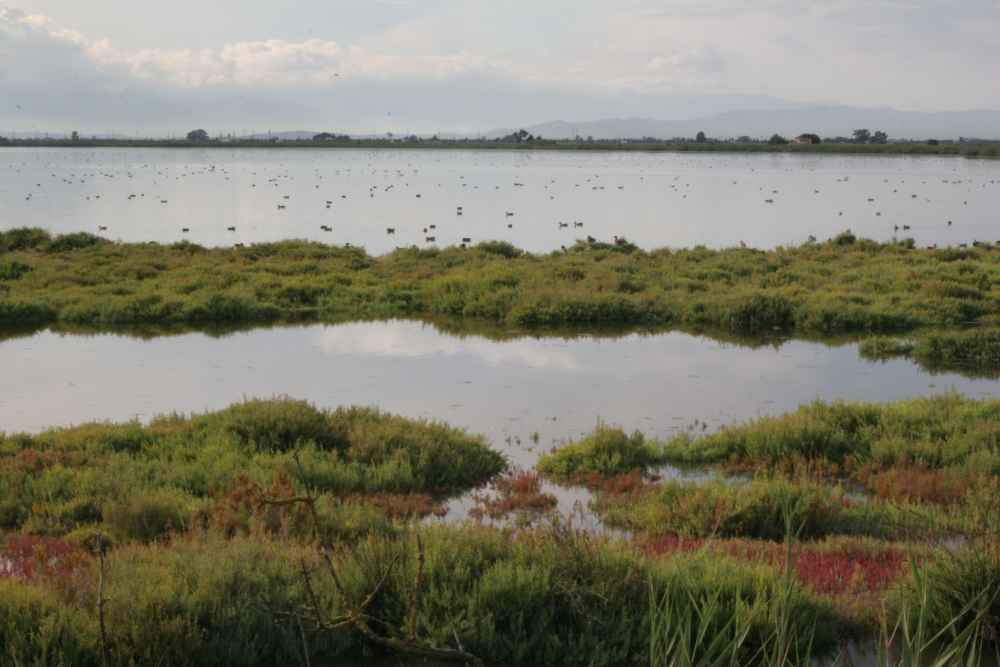
El Delta de l'Ebre

| Paisatge        | Personatge    |
| Delta de l'Ebre | Artur Gaya    |
| Vall de Núria   | Toni Albà     |
| Collsacabra     | Antoni Bassas |

### Segon programa (26/05/2009)

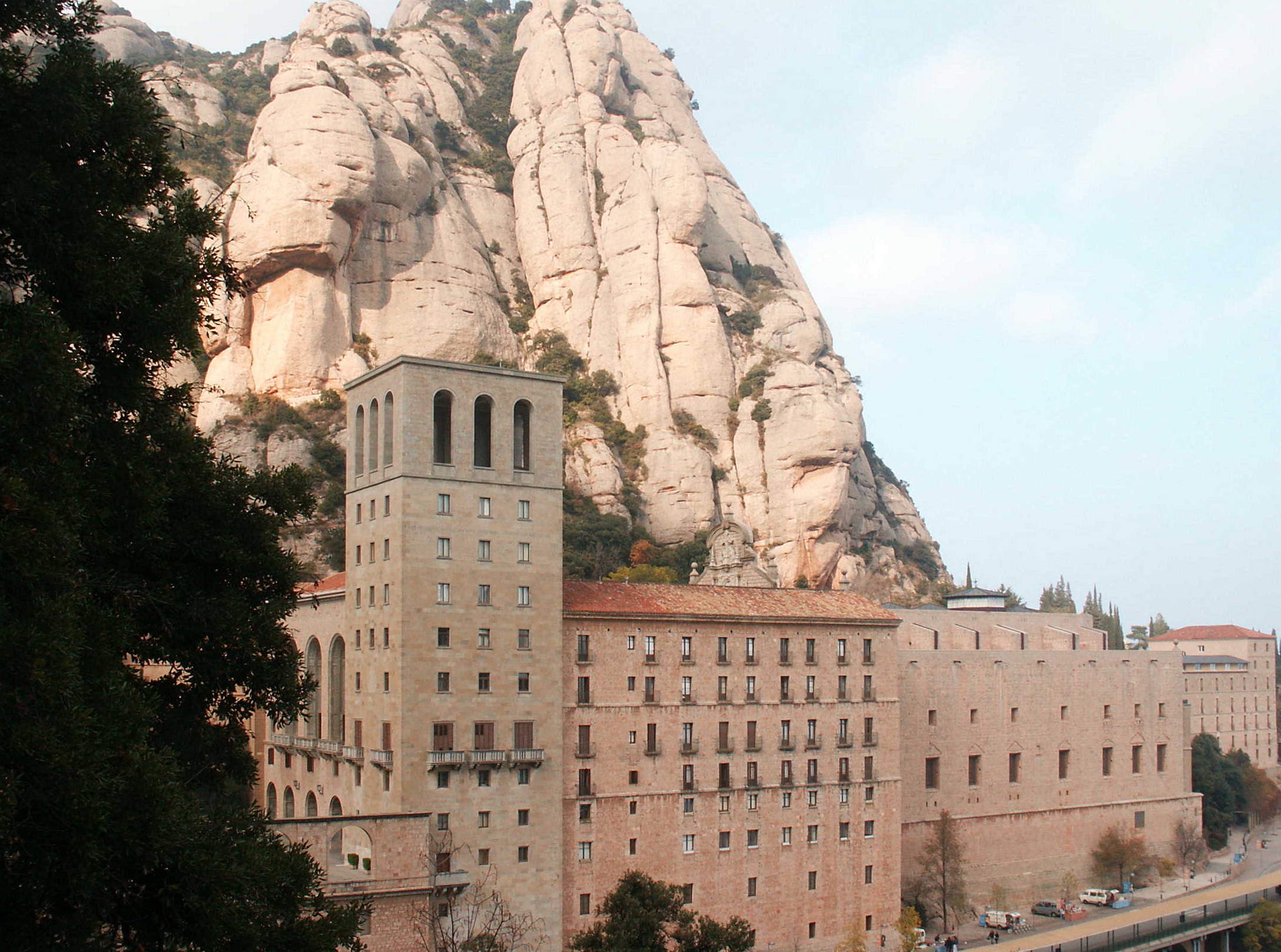
El monestir de Montserrat

| Paisatge          | Personatge          |
| Montserrat        | Benedetta Tagliabue |
| Empordanet        | Pasqual Maragall    |
| Barcelona Litoral | Peret               |

### Tercer programa (02/06/2009)

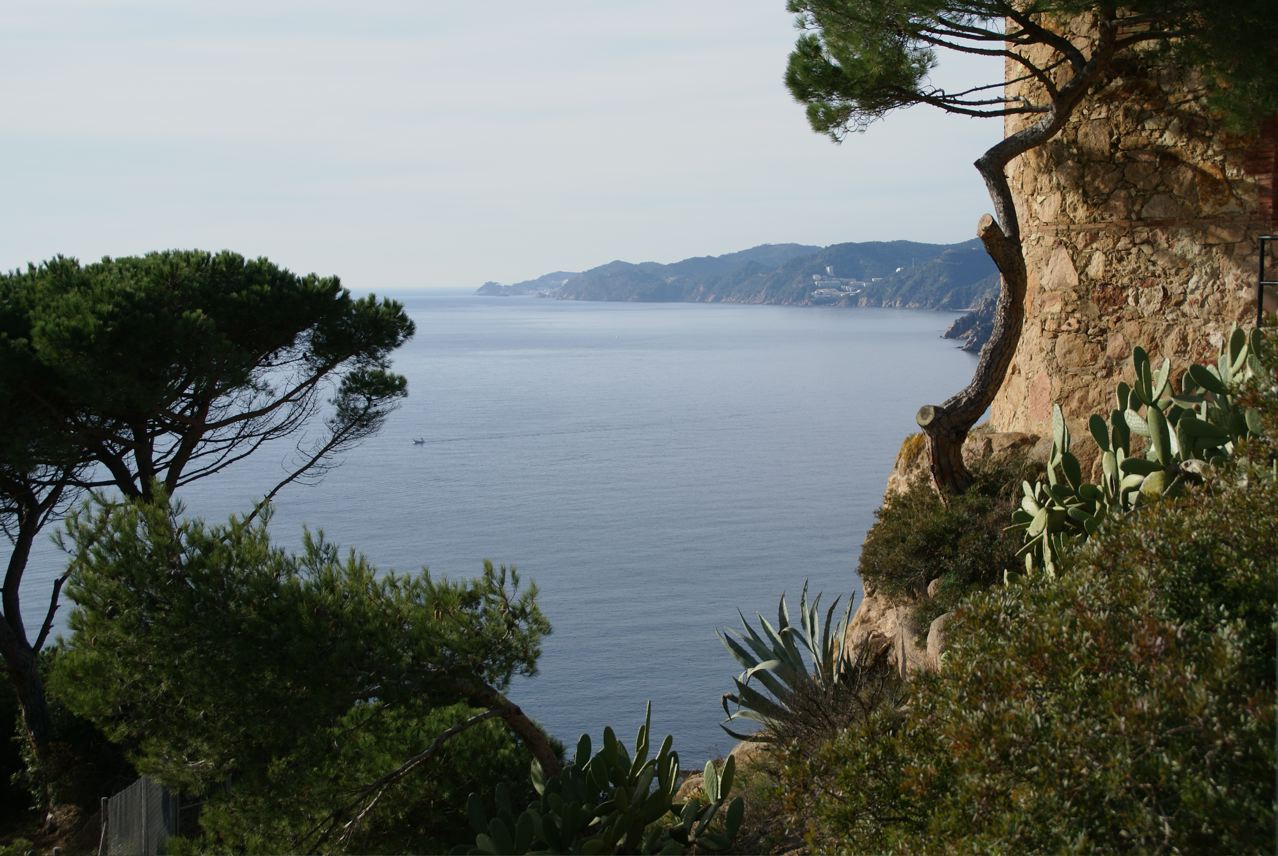
La Costa Brava

| Paisatge    | Personatge      |
| Costa Brava | Josep Cuní      |
| Maresme     | Jordi Pujol     |
| Vall de Boí | Araceli Segarra |

### Quart programa (09/06/2009)

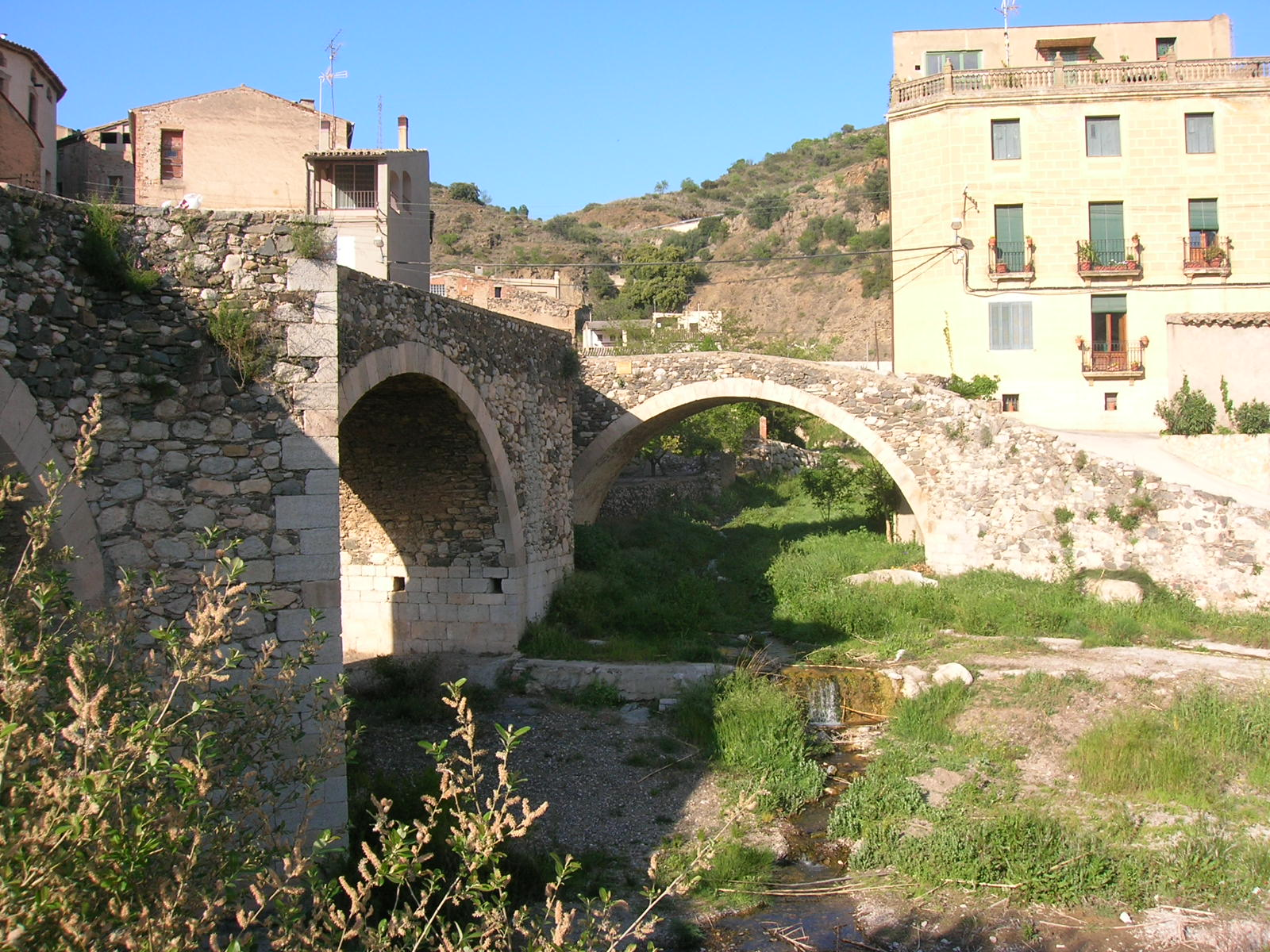
El Priorat

| Paisatge    | Personatge           |
| Priorat     | Álvaro Palacios      |
| Cadaqués    | Helena García Melero |
| Vall d'Aran | Pau Donés            |

### Cinquè programa (16/06/2009)

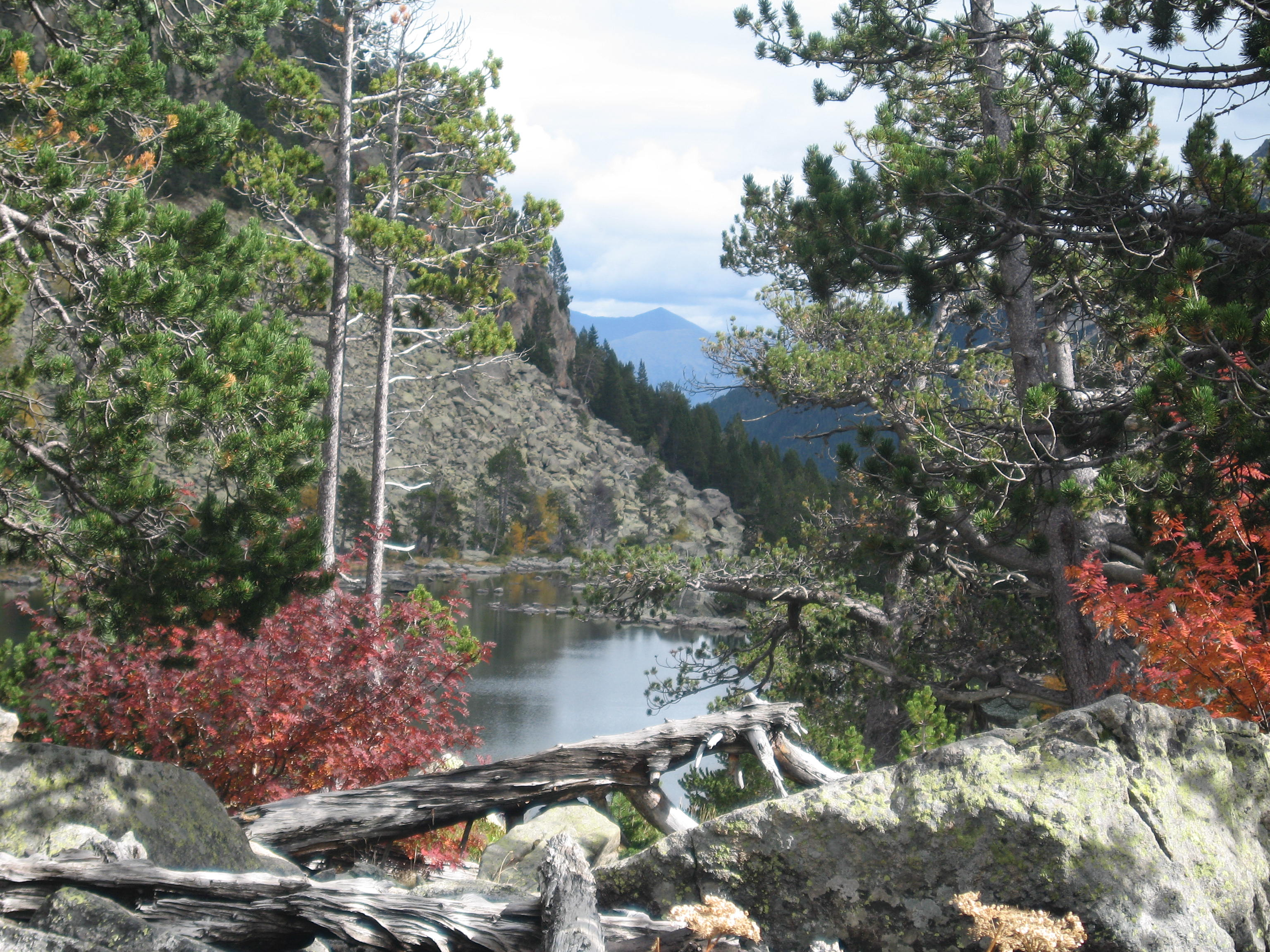
Estany del Parc Nacional d'Aigüestortes

| Paisatge     | Personatge       |
| Sitges       | Anna Barrachina  |
| Sant Maurici | Oriol Alamany    |
| Girona       | Eudald Carbonell |

### Sisè programa (24/06/2009)

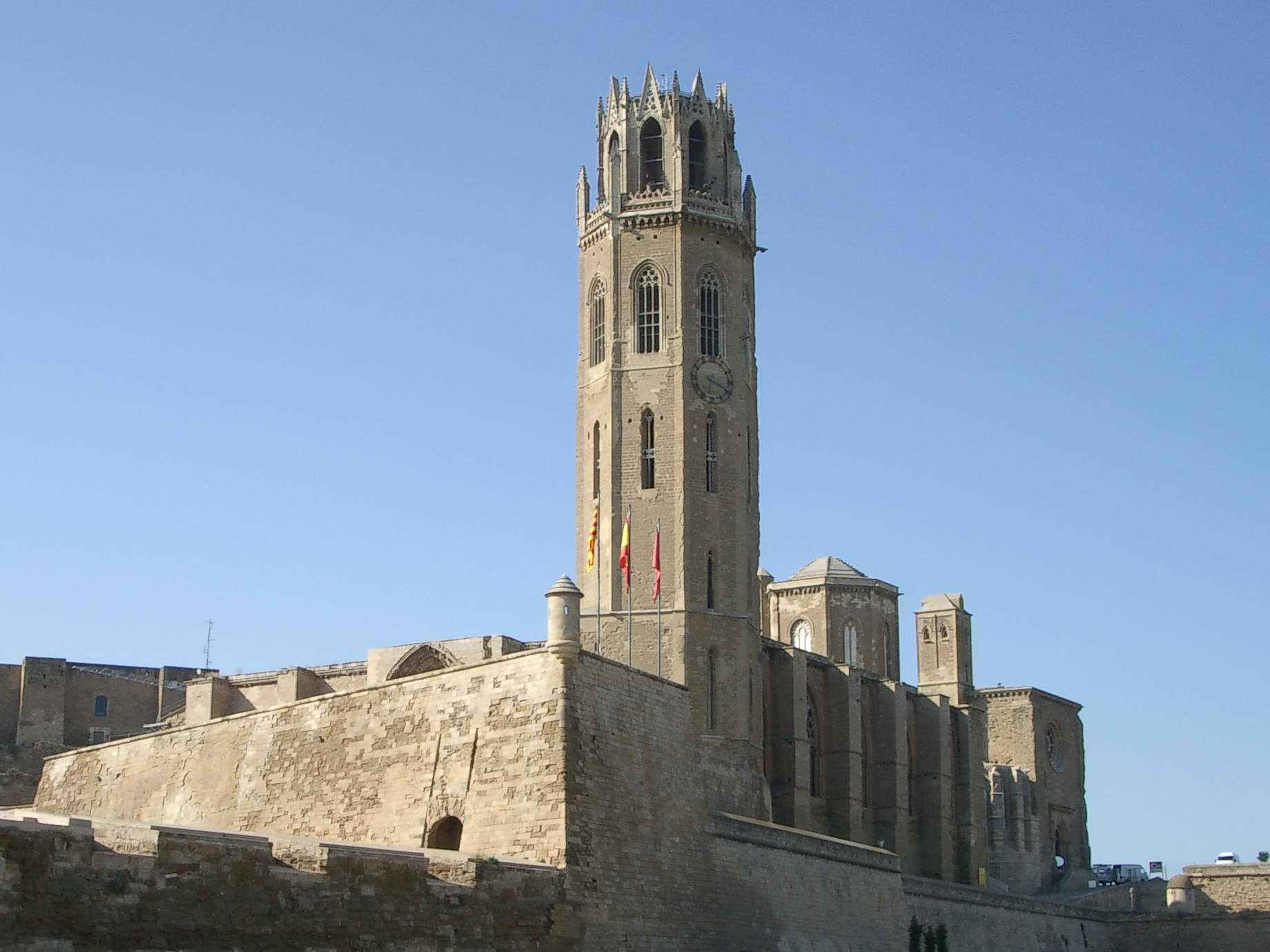
La Seu Vella de Lleida.

| Paisatge          | Personatge      |
| La Garrotxa       | Joan Barril     |
| Lleida            | Josep Vallverdú |
| Serra del Montsec | Cesc Gelabert   |

### Setè programa (30/06/2009)

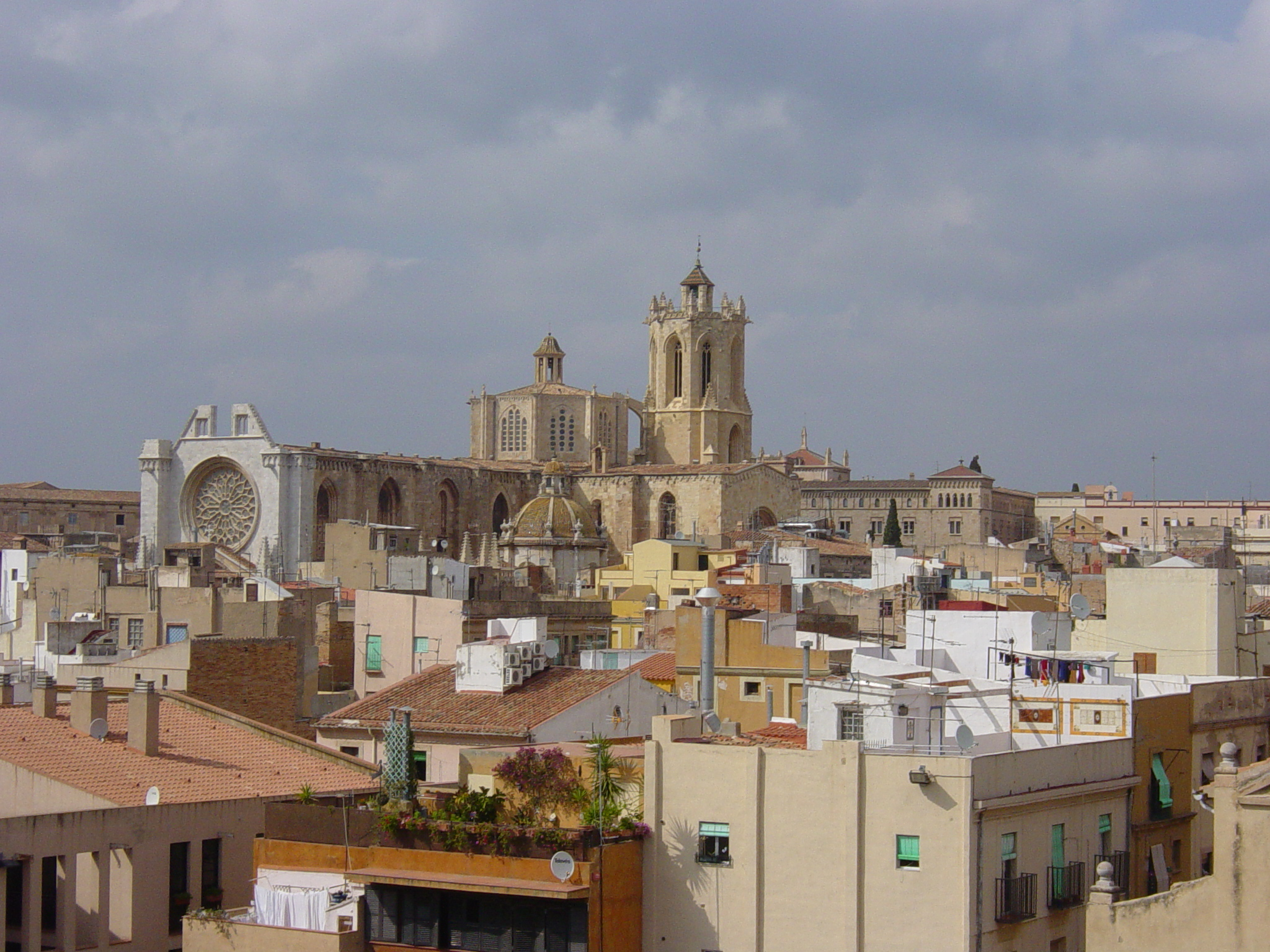
Tarragona.

| Paisatge   | Personatge       |
| Pedraforca | Carme Ruscalleda |
| Tarragona  | Lluís Gavaldà    |
| Montseny   | Carles Reixach   |

### Vuitè programa (07/07/2009)

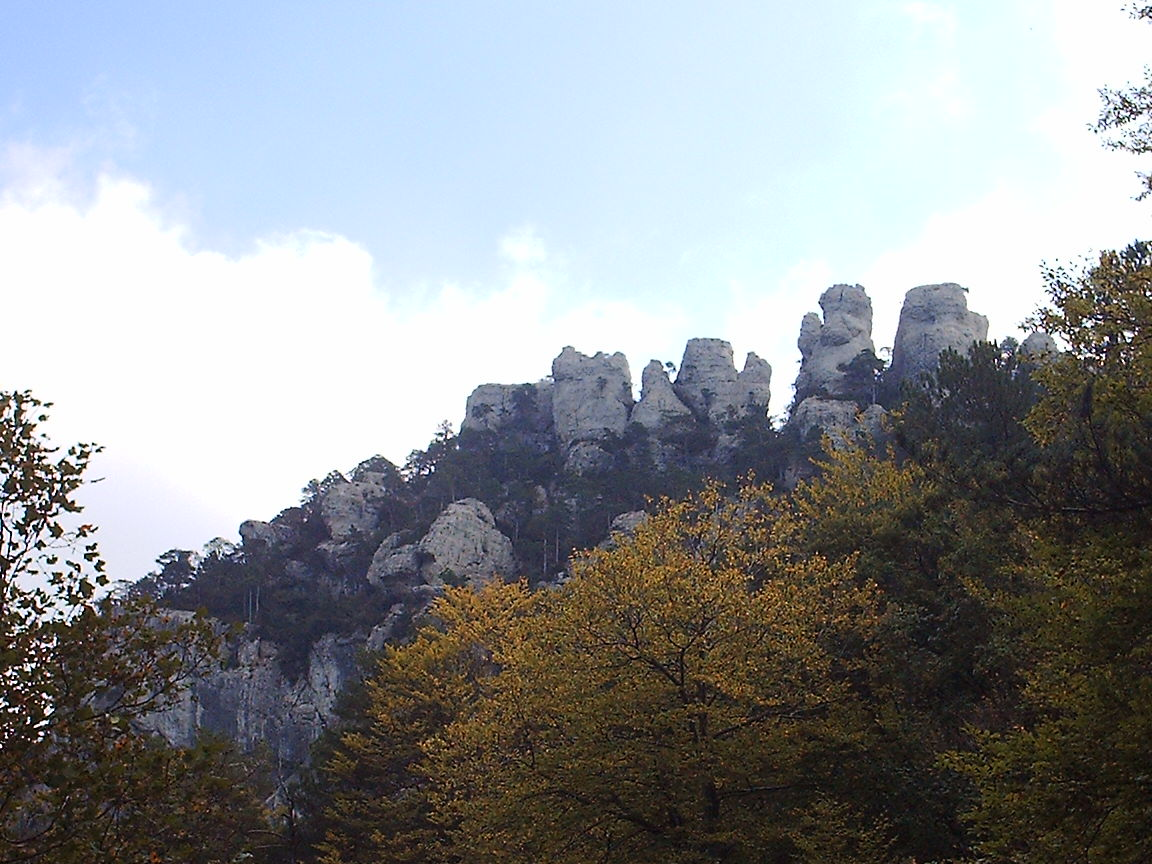
Els Ports de Beseit.

| Paisatge              | Personatge       |
| Miradors de Barcelona | Lluís Bassat     |
| Els Ports de Beseit   | Jorge Wagensberg |
| El Bages              | Rosa Oriol       |

## Gala final (14/07/2009)

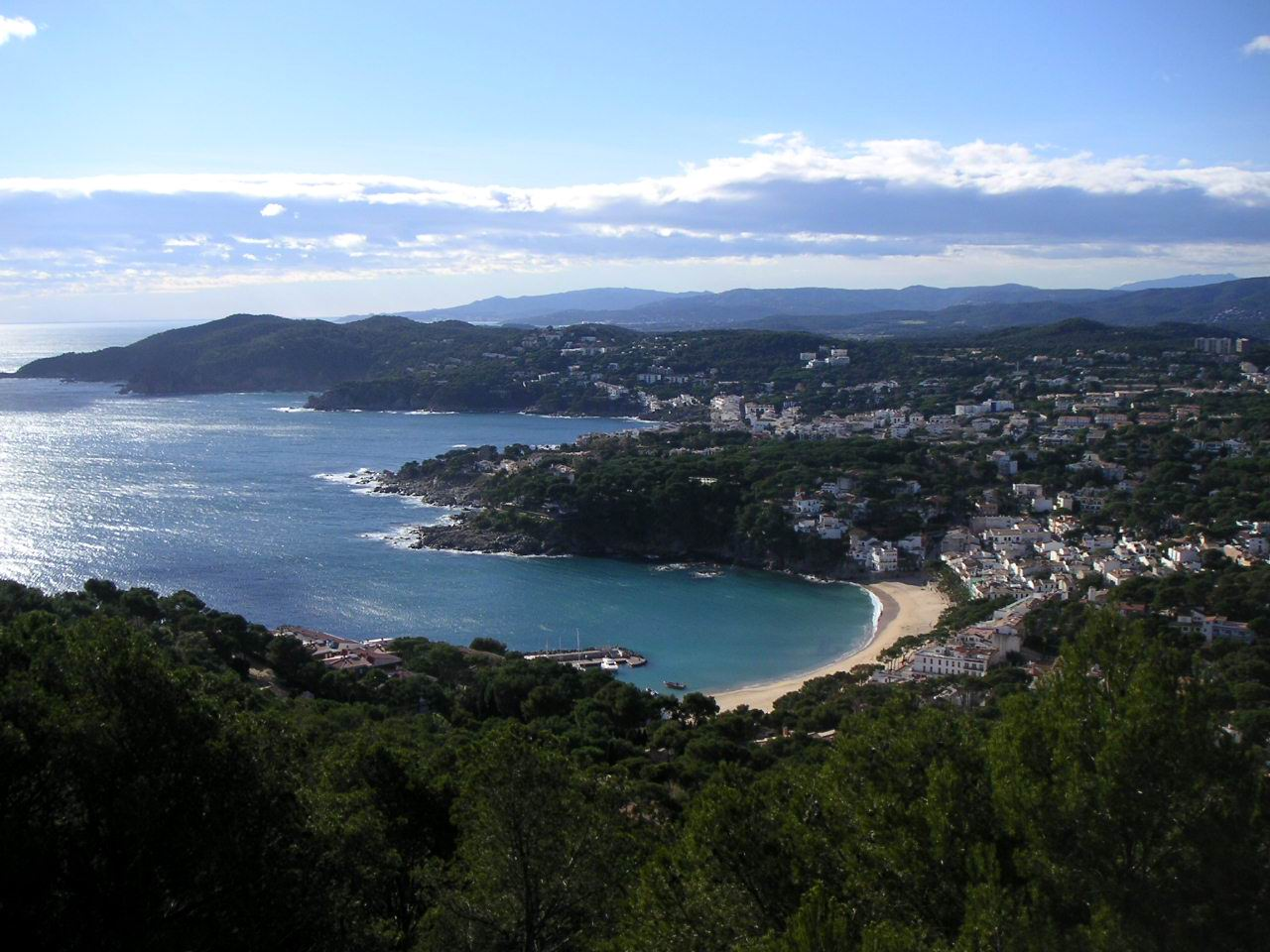
La Costa Brava.

En aquesta edició, celebrada a la Colònia Güell, s'escollí entre els vuit guanyadors, el guanyador absolut del programa. Després d'una primera tria de 4 paisatges, la Costa Brava en resultà guanyadora.
| Paisatge    | Categoria |
| Costa Brava | Guanyador |

| Sant Maurici    | Finalista |
| Tarragona       | Finalista |
| Delta de l'Ebre | Finalista |

| Montserrat      | Semifinalista |
| Lleida          | Semifinalista |
| Ports de Beseit | Semifinalista |
| Priorat         | Semifinalista |